# Jan van Mansdale
Jan van Mansdale, ook Jan I Keldermans (ca. 1345-1425) was een Brusselse steen- en beeldhouwer. Hij was de stamvader van het Mechelse geslacht Keldermans, dat vele bouwmeesters en beeldhouwers voortbracht. 
In Brussel, wellicht zijn geboortestad, bezat Jan van Mansdale aan de Rue de l'Ecuyer/Schildknaapstraat een huis met brouwerij In het Kelderken, wat mogelijk zijn tweede naam verklaart. Hij trouwde ca. 1375-1380 met Katrien Pippens en had zeker drie kinderen: Pieter, Jan II en Elizabeth van Mansdale die getrouwd was met Antoine van Robbroeck. Rond 1370 was hij meester geworden in het steenbickelerenambacht. Hij werd er vier keer gezworene (1388-1407) en had de waardepapieren bij zich thuis.
Van Mansdale stond aanvankelijk vooral bekend voor het hakken van sierlijke balustrades. Zijn reputatie reikte vrij snel voorbij de stadsmuren. In 1377 werd hij gevraagd om de versiering van de Grote Zaal in het Mechelse Schepenhuis voor zijn rekening te nemen. Voor de Vierschaarzaal van het Schepenhuis leverde hij in 1384-85 elf kraagstenen met voorstellingen van de Negen Besten, de dronkenschap van Noach en het offer van Abraham. Dit werk is in situ bewaard. In de jaren 1390 maakte hij ook het praalgraf van Franco de Mirabella en Maria van Gistel in de Sint-Romboutskerk, afgewerkt met de ligbeelden in 1415-1416. Het met pleuranten verfraaide monument is in 1810 vernield, op enkele fragmenten na, die naar het Jubelparkmuseum zijn overgebracht. Op stilistische gronden is het praalgraf van Jan II van Polanen in Breda tentatief aan Van Mansdale toegeschreven.